# Ha-10
Ha-10 (波号第十潜水艦) — підводний човен Імперського флоту Японії. До введення в Японії в 1923 році нової системи найменування підводних човнів мав назву «Підводний човен № 15» (第十五潜水艇).
На початку своєї історії підводні сили Імперського флоту активно використовували кораблі, придбані за кордоном, споруджені за ліцензією або спроєктовані на їх основі. Спершу в 1900-х роках придбали субмарини від американської Electric Boat Company («Тип1») та британської Vickers («Тип C1»), а в першій половині 1910-х замовили два підводні човни у французької Schneider, які мали сформувати «Тип S». На відміну від усіх попередніх субмарин Імперського флоту, кораблі французького проєкту були двокорпусні (баластні цистерни винесли у простір між корпусами) та обладнані не бензиновими, а дизельними двигунами, що суттєво покращувало живучість та поліпшувало умови проживання екіпажу.
На тлі Першої світової війни французький уряд у серпні 1915-го реквізував підводні човни, що будувались для Японії (а також кораблі того ж типу, призначені для Греції). Корпус, що мав стати в Імперському флоті «Підводним човном № 15», отримав позначення SD-2, проте у підсумку його все-таки повернули первісному замовнику і 10 червня 1916 на транспортному судні доставили до Японії, де провели добудову на корабельні ВМФ у Куре. Після цього «Підводний човен № 15» став першим та єдиним представником типу S1 (за кілька років по тому корабельня у Куре спорудила за модифікованим французьким проєктом другий корабель, який рахувався як єдиний представник типу S2).
«Підводний човен № 15» завершили будівництвом у липні 1917 році та класифікували як належний до 2-го класу. З вересня того ж року його включили до складу 4-ї дивізії підводних човнів, а 2 листопада 1918-го перевели до 13-ї дивізії підводних човнів.
1 квітня 1919-го корабель класифікували як належний до 3-го класу.
З 1 листопада 1919-го  «Підводний човен № 15» став належати до 14-ї дивізії підводних човнів, з 30 квітня 1920-го — до 17-ї дивізії підводних човнів, а 11 жовтня 1920-го корабель потрапив до 2-ї дивізії підводних човнів. Остання належала до військово-морського округу Йокосука, тоді як попередня служба «Підводного човна № 15» проходила у Куре.
15 червня 1923-го «Підводний човен № 15» перейменували на Ha-10.
1 квітня 1929-го Ha-10 виключили зі списків ВМФ та призначили на злам.